# فائزه جلالی
فائزه جلالی بازیگر و کارگردان سینمایی است که به خاطر بازی در فیلم میلیونر زاغه‌نشین شناخته شد. 

## تحصیلات
پس از اتمام دوران مدرسه‌اش در جی‌بی پتیت، در کالج بلویت آمریکا به تحصیل در رشته تئاتر پرداخت.

## فیلم‌شناسی
- فوبیا (۲۰۱۶)
- قصه (۲۰۱۳)
- قربانی (۲۰۰۹)
- میلیونر زاغه‌نشین (۲۰۰۸)